# Kanton Saint-Savin (Vienne)
Der Kanton Saint-Savin war bis 2015 ein französischer Kanton im Arrondissement Montmorillon, im Département Vienne und in der Region Poitou-Charentes; sein Hauptort war Saint-Savin. Sein Vertreter im Generalrat des Départements war zuletzt von 1985 bis 2015, zuletzt wiedergewählt 2008, Michel Brouard (PCF). 

## Geografie
Der Kanton lag im Osten des Départements Vienne. Im Westen grenzte er an die Kantone Chauvigny und Vouneuil-sur-Vienne, im Westen und Norden an den Kanton Pleumartin, im Osten an das Département Indre und im Süden an die Kantone La Trimouille und Montmorillon. Er lag im Mittel 103 Meter über dem Meeresspiegel, zwischen 63 m in Angles-sur-l’Anglin und 148 m in Antigny. 

## Gemeinden
Der Kanton bestand aus neun Gemeinden: 
| Gemeinde               | Einwohner Jahr | Fläche km² | Bevölkerungsdichte | Postleitzahl | Code INSEE |
| ---------------------- | -------------- | ---------- | ------------------ | ------------ | ---------- |
| Angles-sur-l’Anglin    | 381 (2013)     | –          | – Einw./km²        | 86260        | 86004      |
| Antigny                | 578 (2013)     | –          | – Einw./km²        | 86310        | 86006      |
| Béthines               | 476 (2013)     | –          | – Einw./km²        | 86310        | 86025      |
| La Bussière            | 325 (2013)     | –          | – Einw./km²        | 86310        | 86040      |
| Nalliers               | 305 (2013)     | –          | – Einw./km²        | 86310        | 86175      |
| Saint-Germain          | 964 (2013)     | –          | – Einw./km²        | 86310        | 86223      |
| Saint-Pierre-de-Maillé | 881 (2013)     | –          | – Einw./km²        | 86260        | 86236      |
| Saint-Savin            | 865 (2013)     | –          | – Einw./km²        | 86310        | 86246      |
| Villemort              | 106 (2013)     | –          | – Einw./km²        | 86310        | 86291      |

## Bevölkerungsentwicklung
| 1962  | 1968  | 1975  | 1982  | 1990  | 1999  | 2006  |
| ----- | ----- | ----- | ----- | ----- | ----- | ----- |
| 7.263 | 6.908 | 6.359 | 5.812 | 5.533 | 5.216 | 5.058 |